# Josef Šimon (arciděkan)
Josef Šimon (17. prosince 1830 Suhrovice – 9. dubna 1907 Kosmonosy) byl český římskokatolický kněz a čestný kanovník Katedrální kapituly u sv. Štěpána v Litoměřicích.

## Život
Dlouholetý farář v Kosmonosích Josef Šimon se narodil v roce 1830 v Suhrovicích. Na kněze byl vysvěcen 25. července 1855. Prakticky celý kněžský život - 52 let služby prožil v Kosmonosích jako farář a děkan. Stal se také biskupským konzistorním radou, čestným kanovníkem katedrální kapituly v Litoměřicích a osobním arciděkanem. Rakousko-Uherská monarchie ocenila jeho příkladný kněžský život vyznamenáním rytíř řádu Františka Josefa. Josef Šimon štědře podporoval chudé; šlechetně se staral o mládež, kněze i svěřený lid až do poledního dechu 9. dubna 1907, kdy zemřel.